# Rozdělení lesa

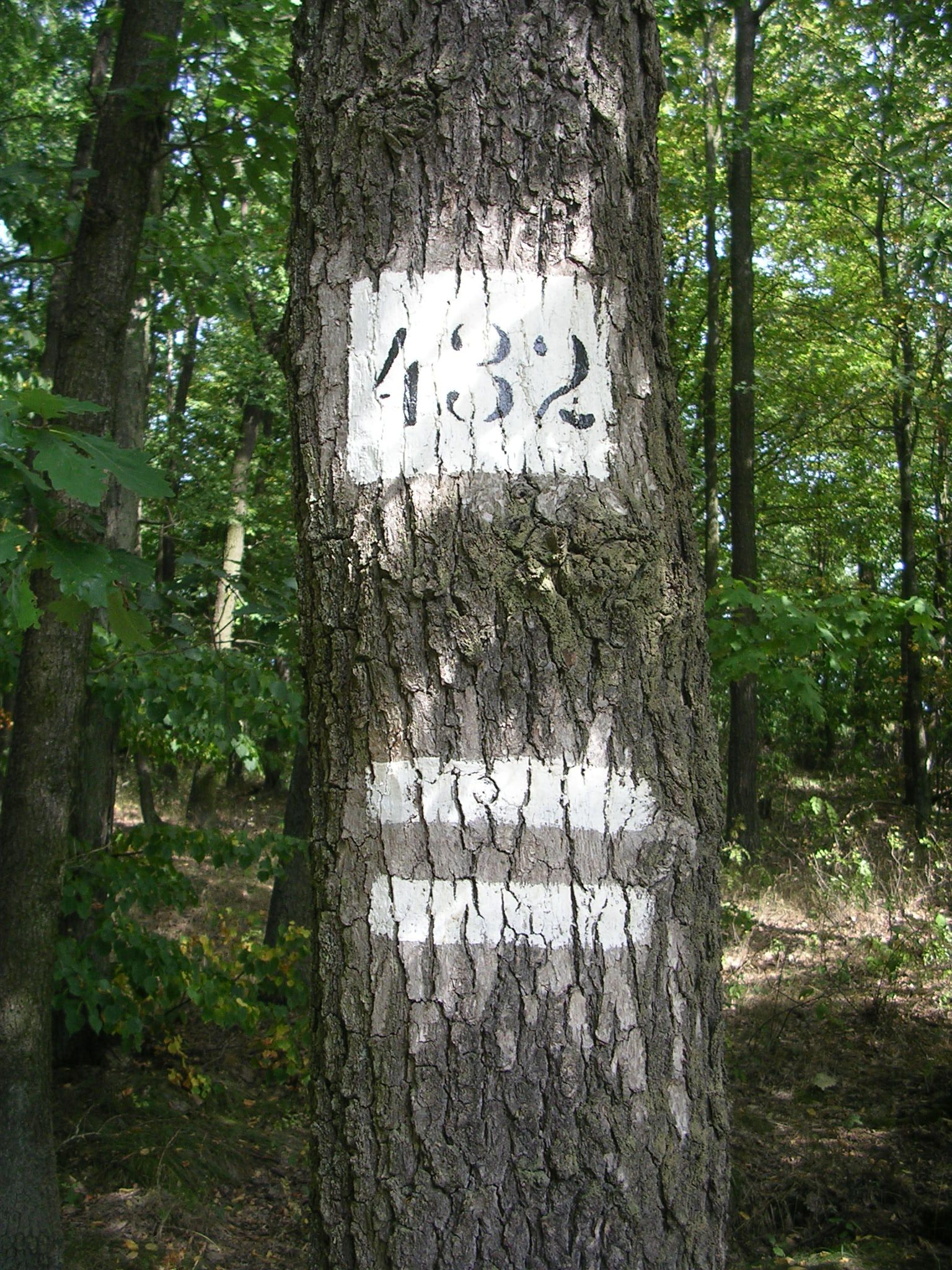
Hranice a číslo lesního oddělení na Křivoklátsku

Jednotky prostorového rozdělení lesa (JPRL) jsou utvářeny tak, aby byla usnadněna orientace v lese a umožněna jednoznačná identifikace části lesa při plánovacích, hospodářských, evidenčních a kontrolních  činnostech. Dle současné české legislativy jsou jednotkami prostorového rozdělení lesa oddělení, dílec, porost, porostní skupina a etáž, přičemž porost je základní jednotkou tohoto rozdělení, která musí být vždy vylišena.

## Vyšší dělení lesů
Základní rozdělení lesů z hlediska jejich správy vyplývá z vlastnických poměrů, lesy téhož vlastníka zpravidla bývají spravovány jednotně. Vlastník, kterému patří lesy na větším území nebo na navzájem nepropojených a od sebe vzdálených místech, zpravidla zřizuje pro jejich správu organizační jednotky různých úrovní. Například nevojenské státní lesy České republiky spravuje státní podnik Lesy České republiky, které své lesní pozemky rozděluje organizačním jednotkám nazývaným lesní správa. Lesní správy se pak dále člení na revíry. 
Z hlediska lesního plánování je základní jednotkou dle zákona lesní hospodářský celek. Takový celek může tvořit buď souhrn lesů jednoho vlastníka (typicky např. u městských či obecních lesů), případně soubor lesů více menších vlastníků. U větších vlastníků zpravidla jedna lesní správa obhospodařuje jeden nebo několik lesních hospodářských celků. Lesní hospodářský celek smí mít rozlohu maximálně 20 000 ha (200 km²).

## Rozdělení lesního hospodářského celku
Způsob členění lesního hospodářského celku pro účely zpracování lesních hospodářských osnov a lesních hospodářských plánů stanoví v České republice vyhláška ministerstva zemědělství č. 84/1996 Sb., o lesním hospodářském plánování, v ustanoveních o lesnických mapách (§ 6 a násl.).
Vyšší (základní) jednotky prostorového rozdělení lesa jsou:
- oddělení (ODD)
- dílec (DIL)
- porost (POR)

Vyhláška jako vyšší jednotky označuje pouze oddělení a dílec. Porost označuje vyhláška za základní jednotku prostorového rozdělení, která musí být vždy vylišena. V případech zjišťování stavu lesa na inventarizační ploše se porosty sdružují do hospodářských skupin. Při vylišování jednotek prostorového rozdělení lesa se respektují hranice katastrálních území na úrovni hranic porostů nebo porostních skupin. Hranice oddělení a dílců se navrhují po zřetelných liniích v terénu. Tam, kde mohou vzniknout pochybnosti o průběhu těchto hranic, zpracovatel plánu zřetelně označí jejich průběh v terénu na lomových bodech a v případě potřeby i mezi nimi.
Nižší jednotky, jednotky lesního detailu, jsou:
- porostní skupina (PSK)
- etáž (ETAZ)

### Oddělení
Oddělení je nejvyšší jednotkou rozdělení lesa, která by měla být trvalá. Její výměra nesmí přesáhnout 150 ha a označuje se arabskými čísly. Jedná se o část lesa ohraničenou výraznými přírodními a umělými liniemi. Na stromech bývá hranice oddělení v lesích LČR označena dvěma vodorovnými pruhy bílé barvy o délce 20 cm, šířce 4 cm a s mezerou 4 cm. 

### Dílec
Dílec je podjednotkou oddělení. Jeho hranice se vymezuje na základě podobnosti přírodních a hospodářských podmínek, s cílem postupného dosažení jednotného způsobu hospodaření. Výměra dílce nepřesahuje 30 ha. Dílce se označují velkými písmeny. Na stromech bývá hranice dílce v lesích LČR označena jedním bílým vodorovným pruhem o délce 20 cm a šířce 4 cm.

### Porost
Porost se vymezuje jako plošně souvislá část lesa, odlišující se druhovou, věkovou či prostorovou skladbou, kategorií lesů nebo odlišným hospodařením. Výměra porostů neklesá pod 0,20 ha, nejedná-li se o les s různými vlastníky. Porosty se označují malými písmeny. Každý porost má nejméně jednu porostní skupinu. Porosty jsou vždy povinnou součástí rozdělení lesa.

### Porostní skupina
Porostní skupina se vylišuje pro části porostů, u nichž se v důsledku vývoje mění hranice a pro plošně málo významné části lesa nevylišené jako porost. Porostní skupina musí obsahovat minimálně jednu etáž a vždy patřit jen do jednoho katastrálního území. Porostní skupina nemá v mapě označení. Označuje se etáž (nebo více etáží), která(é) ji tvoří.

### Etáž
Etáže se vylišují k vyjádření vertikálního členění porostů a porostních skupin, významného pro zjištění stavu lesa a pro plán hospodářských opatření. Jako skupiny nebo etáže se vylišují části lesa o výměře nad 0,04 ha. Etáže se označují arabskými čísly, které je možné doplnit malými písmeny.
Česká legislativa nařizuje výše uvedené čtyřstupňové rozdělení lesa (oddělení, dílec, porost, porostní skupina), ale velcí vlastníci dávají přednost třístupňovému rozdělení lesa, většinou se pak hranice dílce a porostu shoduje.

## Příklad
Porostní skupina s označením 112Ac10/1a by byla v oddělení číslo 112, dílci A, porostu c, a skládala se ze dvou etáží s označením 10 a 1a.